# 高横須賀駅
高横須賀駅（たかよこすかえき）は、愛知県東海市高横須賀町にある名古屋鉄道河和線の駅。駅番号はKC01。普通列車のみが停車する。

## 歴史
- 1931年（昭和6年）4月1日 - 知多鉄道の駅として開業。
- 1943年（昭和18年）2月1日 - 知多鉄道が名古屋鉄道に合併。
- 1949年（昭和24年）10月1日 - 無人化[2]。
- 日付不明 - 駅員再配置[2]。
- 1970年（昭和45年）11月4日 - 横須賀高校、横須賀中学通学利用向けにフリー改札設置[3]。
- 1984年（昭和59年）7月16日 - 再度無人化[4]。
- 2000年（平成12年）
  - 5月20日 - 高架化完成[5]。
  - 5月23日 - 太田川駅管理による駅集中管理システム導入[5]。
- 2006年（平成18年）7月14日 - トランパスシステム導入[6]。
- 2011年（平成23年）2月11日 - ICカード乗車券「manaca」供用開始。
- 2012年（平成24年）2月29日 - トランパス供用終了。

## 駅構造
6両編成対応の相対式2面2線ホームを有する高架駅。名鉄で初めて駅集中管理システムを導入した無人駅であり、隣の太田川駅から遠隔管理されている。当駅への駅集中管理システムの導入は本導入に向けた実験的要素があり、2001年（平成13年）より三河山線から本導入が始まった。エレベーターが設置されている。
| 番線 | 路線      | 方向 | 行先                         |
| ---- | --------- | ---- | ---------------------------- |
| 1    | KC 河和線 | 下り | 河和・内海方面               |
| 2    | KC 河和線 | 上り | 太田川・金山・名鉄名古屋方面 |

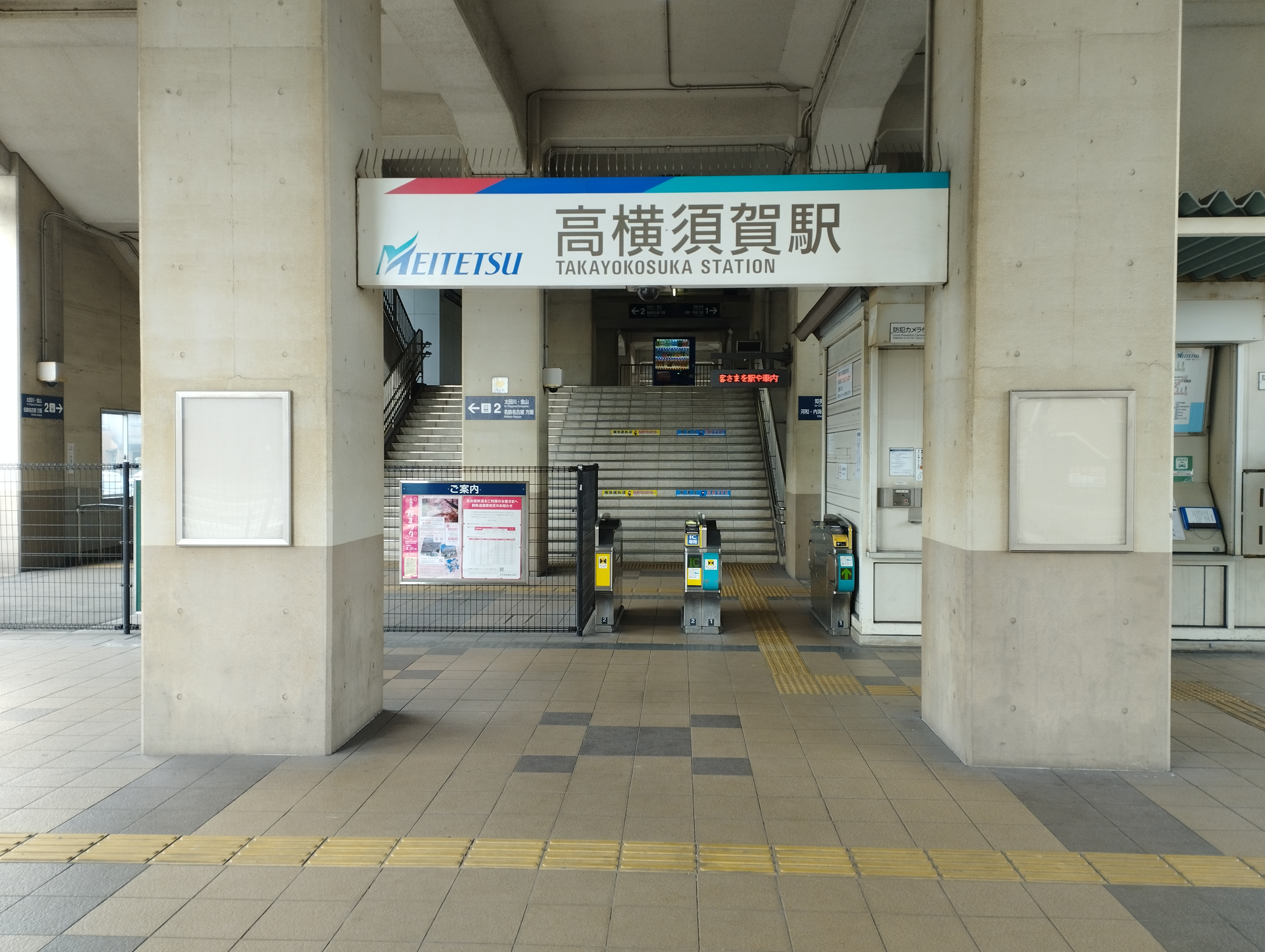
改札口
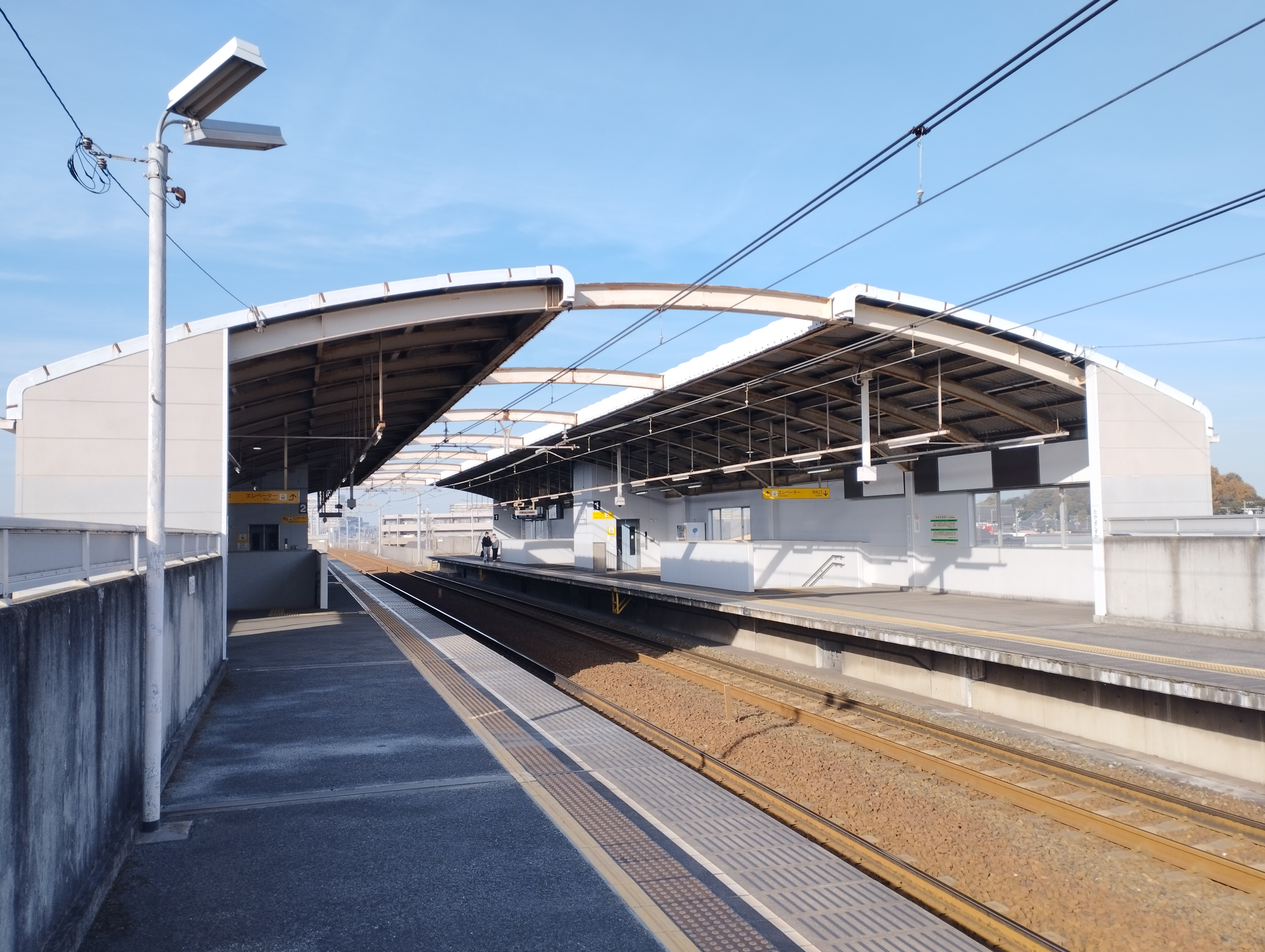
ホーム
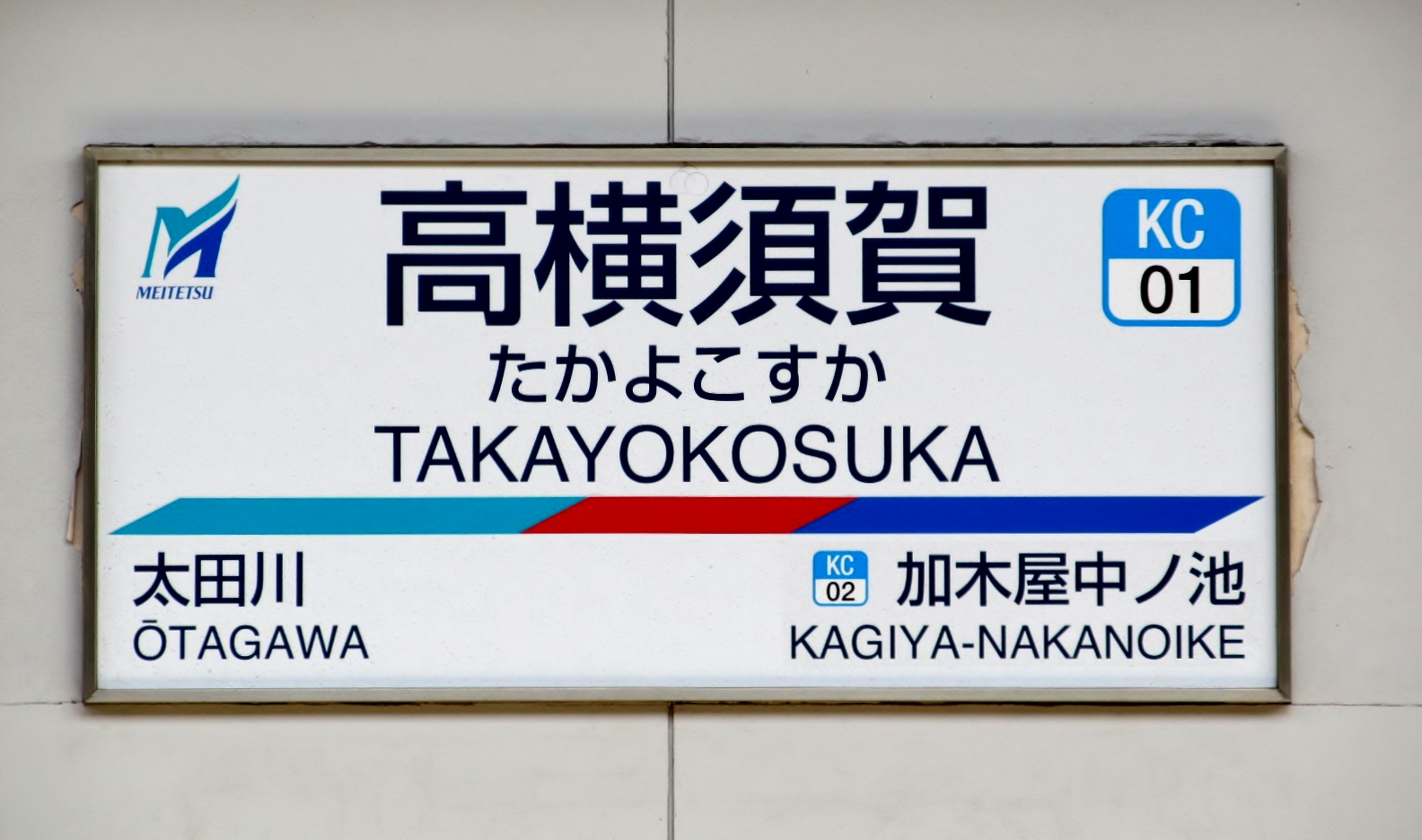
駅名標

### 配線図
| ← 太田川・ 名古屋方面 | 高横須賀駅 構内配線略図 | → 知多半田・ 河和方面 |
| 凡例 出典:            |                         |                       |

## 利用状況
- 「移動等円滑化取組報告書」によれば、2021年度の1日平均乗降人員は2,818人である[9]。
- 『名鉄120年：近20年のあゆみ』によると2013年度当時の1日平均乗降人員は2,833人であり、この値は名鉄全駅（275駅）中149位、河和線・知多新線（24駅）中11位であった[10]。
- 『名古屋鉄道百年史』によると1992年度当時の1日平均乗降人員は2,266人であり、この値は岐阜市内線均一運賃区間内各駅（岐阜市内線・田神線・美濃町線徹明町駅 - 琴塚駅間）を除く名鉄全駅（342駅）中162位、河和線・知多新線（26駅）中15位であった[11]。

「東海市の統計」、「移動等円滑化取組報告書」によると、近年の1日平均乗降人員は下表のとおりである。普通停車駅ではあるが、横須賀高校へ通学の生徒などの利用者が多く、特急が停車する富貴駅や河和口駅よりも多い。
| 年度               | 1日平均 乗降人員 |
| ------------------ | ---------------- |
| 2009年（平成21年） | 2,665            |
| 2010年（平成22年） | 2,684            |
| 2011年（平成23年） | 2,731            |
| 2012年（平成24年） | 2,750            |
| 2013年（平成25年） | 2,833            |
| 2014年（平成26年） | 2,672            |
| 2015年（平成27年） | 2,865            |
| 2016年（平成28年） | 2,959            |
| 2017年（平成29年） | 3,086            |
| 2018年（平成30年） | 3,055            |
| 2019年（令和元年） | 3,083            |
| 2020年（令和02年） | 2,681            |
| 2021年（令和03年） | 2,818            |

## 駅周辺
- 愛知県立横須賀高等学校
- 郵便局：東海高横須賀郵便局
- 半田信用金庫横須賀支店
- ヤマナカ高横須賀店
- 名鉄常滑線 尾張横須賀駅：約700m西に位置する。

## バス路線
らんらんバス
- 高横須賀駅前 停
  - 東側ロータリーにのりばがある。
  - 中ルート： 加木屋車庫前 - 上野台 - 聚楽園駅前 - 太田川駅前 - 高横須賀駅前 - 西知多総合病院 - 加木屋車庫前

- 高横須賀駅東 停
  - 南側約200mの市道上にのりばがある。
  - 中ルート
  - 南ルート：加木屋車庫前 - 南加木屋駅 - 加木屋デイサービスセンター  - 西知多総合病院 - 高横須賀駅東 - 太田川駅前 - 加木屋車庫前

知多バス
- 高横須賀駅前 停
  - 南側の高架下にのりばがある。
  - 横須賀線：尾張横須賀駅 - 高横須賀駅前 - 加木屋 - 吉川 - 大府駅西

## 隣の駅
名古屋鉄道
KC 河和線
■特急・□快速急行・■急行・■準急
通過
■普通
太田川駅（TA09） - 高横須賀駅（KC01） - 加木屋中ノ池駅（KC02）